# Cassie Campbell
Cassie Dawn Campbell, verh. Campbell-Pascall, CM (* 22. November 1973 in Richmond Hill, Ontario) ist eine kanadische Sportjournalistin und ehemalige Eishockeyspielerin. Sie führte die kanadische Frauennationalmannschaft als Kapitän 2002 und 2006 zum Olympiasieg, zudem wurde sie mit dem Team Canada sechsfache Weltmeisterin und gewann bei den Olympischen Spielen 1998 sowie bei der Weltmeisterschaft 2005 die Silbermedaille. Campbell spielte ursprünglich in der Abwehr, schulte aber 1999 zum rechten Flügelstürmer um.

## Eishockeykarriere
Campbell begann im Alter von fünf Jahren mit dem Eislaufen und begann bald mit dem Hockeyspielen, als Kind und Jugendliche meist in Jungenmannschaften.
1992 wurde sie College-Spielerin an der University of Guelph, für die sie bis 1996 auflief. In ihrem Rookiejahr wurde sie in das Second-All-Star-Team der Ontario Women’s Intercollegiate Athletic Association, sowie 1995 und 1996 in das First-All-Star-Team des Verbandes berufen, größter Erfolg war aber der Gewinn der kanadischen Eishockeymeisterschaft 1995. Daneben spielte sie von 1993 bis 1996 für die Mississauga Chiefs in der Central Ontario Women’s Hockey League.
Noch während ihrer Collegezeit wurde sie 1994 erstmals in den Kader der kanadischen Nationalmannschaft für die Weltmeisterschaft berufen und auf Anhieb Weltmeisterin. Auch bei sechs der acht nächsten großen internationalen Turnieren (WM 1997, Olympia 1998, WM 1999, 2000, 2001, Olympia 2002, WM 2004, Olympia 2006) gewann sie jeweils Gold, lediglich bei den Olympischen Spielen 1998 und der WM 2005 musste sich ihre Mannschaft jeweils den Vereinigten Staaten im Endspiel geschlagen geben. Von 1997 bis zum Turnier 2001 war sie dabei Assistenz-Kapitän der Mannschaft und ab 2001 bis zu ihrem Rückzug Kapitän des Team Canada.
1999 wurde sie erste Mannschaftskapitänin der Beatrice Aeros in der ersten Saison der National Women’s Hockey League und führte sie zur kanadischen Vizemeisterschaft. 2000 wechselte sie zu den Calgary Oval X-Treme, mit diesem Team wurde sie 2001 und 2003 kanadische Meisterin. Nachdem sich das Team 2004 als Gründungsmannschaft der Western Women’s Hockey League angeschlossen hatte, gewann es 2005 die erste Meisterschaft der neuen Liga. Anschließend beendete Campbell ihre Laufbahn als Profispielerin und spielte nur noch einige Zeit für die Nationalmannschaft.
Ende August 2006 beendete Campbell ihre Zeit als aktive Spielerin. Für die kanadische Auswahl absolvierte sie 157 Spiele, in denen sie genau 100 Scorerpunkte (32 Tore, 68 Assists) erzielen konnte. Damit stand sie zum Zeitpunkt ihres Abschiedes an Rang sechs der ewigen Punktebestenliste der Mannschaft.

## Nach dem Eishockey
Nach dem Ende ihrer aktiven Laufbahn begann sie für die kanadischen Fernsehsender CBC und TSN als Eishockeyreporterin zu arbeiten, im Oktober 2006 wurde sie erste Frau, die im Rahmen von Hockey Night in Canada Co-Kommentator eines NHL-Spiels wurde. Beim Sportsender TSN ist Campbell Chefreporterin für Dameneishockey.
Daneben veröffentlichte Campbell 2007 ein Sachbuch über die Kanadische Eishockeyfrauennationalmannschaft namens HEARTS sowie 2008 ein Motivationsbuch namens Some Things I’ve Learned.

## Erfolge und Auszeichnungen
| - 1994 Goldmedaille bei der Weltmeisterschaft - 1995 Goldmedaille bei der Eishockeymeisterschaft des Pazifiks - 1996 Goldmedaille bei der Eishockeymeisterschaft des Pazifiks - 1997 Goldmedaille bei der Weltmeisterschaft - 1997 All-Star-Team der Weltmeisterschaft - 1998 Silbermedaille bei den Olympischen Winterspielen - 1999 Goldmedaille bei der Weltmeisterschaft | - 2000 Goldmedaille bei der Weltmeisterschaft - 2001 Goldmedaille bei der Weltmeisterschaft - 2002 Goldmedaille bei den Olympischen Winterspielen - 2004 Goldmedaille bei der Weltmeisterschaft - 2005 Silbermedaille bei der Weltmeisterschaft - 2006 Goldmedaille bei den Olympischen Winterspielen |

## Ehrungen
In Brampton, Ontario, der Stadt in der Campbell aufwuchs, wird seit 2006 ein städtisches Multi-Sport-Zentrum mit Eishockey, Leichtathletik und Eiskunstlaufhallen, sowie zahlreichen Freiluftsportfeldern gebaut, das zu Campbells Ehren „Cassie Campbell Community Centre“ getauft wurde.
2007 wurde sie in die Alberta Sports Hall of Fame, sowie, als erste weibliche Eishockeyspielerin überhaupt, in die Canada’s Sports Hall of Fame aufgenommen. 2012 erhielt sie den Order of Hockey in Canada und wurde 2016 zum Member des Order of Canada berufen.

## Werke
- mit Lorna Schultz Nicholson: „HEARTS“, Key Porter Books, Toronto, November 2007, ISBN 978-1-55168-315-7
- „Some Things I've Learned: Lessons on Motivation, Passion, Excellence, and More“,Key Porter Books, Toronto, 2008, ISBN 978-1-55263-913-9